# ویراست
ویراست همه نسخه‌های اثری خاص است که با یک شکل حروفچینی و از یک فیلم نگاتیو یا لوح چاپ می‌شود. به ویراست، ویرایش نیز گفته می‌شود.
تمام نسخه‌های یک اثر را که از روی متن آماده‌شده برای چاپ آن اثر، در یک زمان یا زمان‌های مختلف با تغییرات، چاپ شده باشد ویراست می‌گویند. هر بار که ویراست اول عیناً تجدید چاپ شود بدان چاپ دوم، چاپ سوم و غیره گویند؛ ولی اگر نویسنده یا شخص دیگری در متن تغییراتی بدهد و سپس آن را چاپ کند بدان ویراست دوم، سوم و غیره گویند. حتی اگر در متن کتاب دست برده نشود ولی در قطع، صحافی، تصاویر و غیره کتاب تغییراتی داده شود باز آن را ویراست جدید می‌نامیم نه تجدید چاپ.